# Anathelges
Anathelges is een parasitair geslacht van pissebedden in de familie Bopyridae, en bevat de volgende soorten:
- Anathelges hyphalus (Markham, 1974)
- Anathelges hyptius (Thompson, 1902)
- Anathelges resupinatus (Müller, 1871)
- Anathelges thompsoni (Nierstrasz & Brender à Brandis, 1931)